# Cynortellula bimaculata
Cynortellula bimaculata is een hooiwagen uit de familie Cosmetidae.